# Décrets soviétiques
Les décrets (en russe : декрет, dekret) étaient des actes législatifs des plus hautes institutions soviétiques, principalement du Conseil des commissaires du peuple (le plus haut organe exécutif) et du Soviet suprême ou du VTsIK (la plus haute instance législative), émis entre 1917 et 1924.

## Les premiers décrets

### Décrets du Deuxième congrès des Soviets des députés ouvriers et soldats de Russie

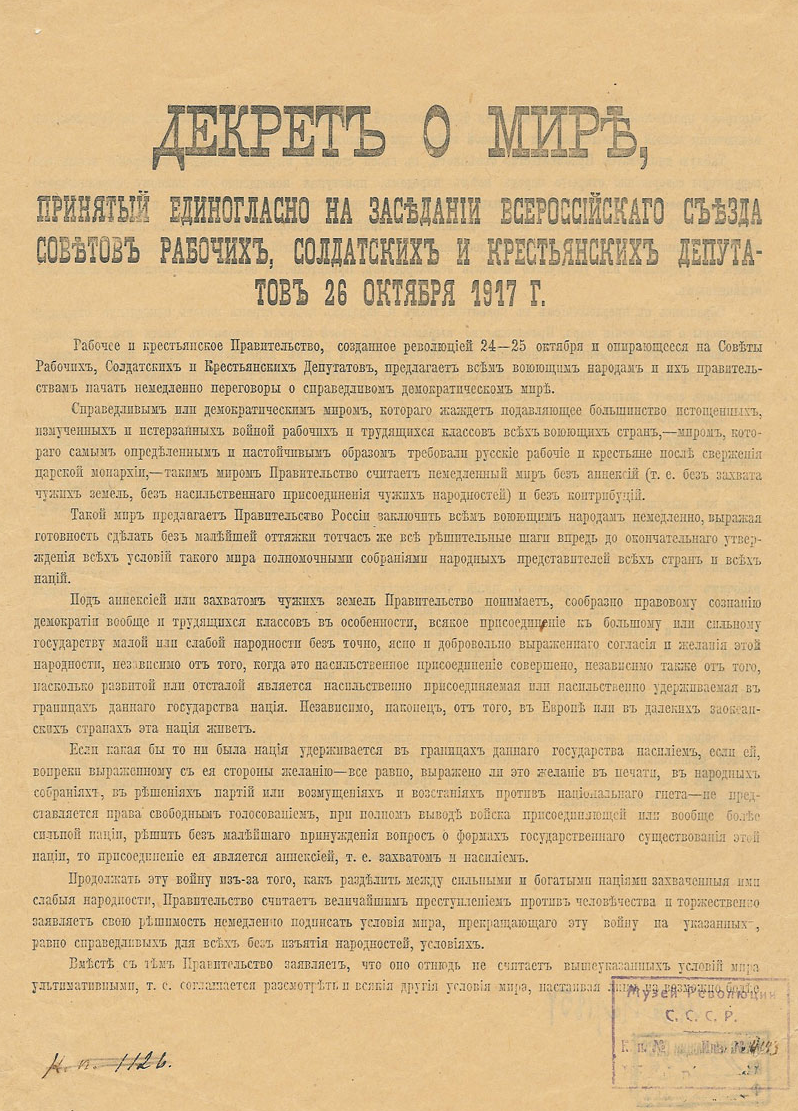
Première page du Décret sur la paix.

- Décret sur la paix (8 novembre). Tout d'abord, le nouveau gouvernement annonce l'abolition de la diplomatie secrète et propose à tous les pays belligérants d'entamer des pourparlers « en vue d'une paix équitable et démocratique, immédiate, sans annexions et sans indemnités ». Seule l'Allemagne accepte. Trotski, nommé commissaire du peuple aux Affaires étrangères, fait alors publier les traités secrets entre grandes puissances, tel le pacte d'alliance franco-russe de 1894 ou les accords Sykes-Picot de 1916 partageant d'avance le Proche-Orient entre les Alliés. Le 15 décembre, un armistice russo-allemand est signé à Brest-Litovsk et des négociations de paix s'engagent.
- Décret sur la terre (8 novembre) : « la grande propriété foncière est abolie immédiatement sans aucune indemnité », et laisse aux soviets de paysans la liberté d'en faire ce qu'ils désirent, à savoir socialisation de la terre ou partage entre les paysans pauvres. Dans les faits, ce décret entérine la réalité, puisque les paysans ont spontanément procédé depuis l'été à des occupations massives de grands domaines. Du moins s'assure-t-on ainsi de la neutralité bienveillante des campagnes, qui durera jusqu'au printemps 1918.
- Décret sur la formation du gouvernement ouvrier et paysan (8 novembre).
- Décret sur l'abolition de la peine de mort et de la terreur (8 novembre).
- Résolution sur l'arrestation de ministres du gouvernement provisoire (8 novembre).
- Décision sur la lutte contre les pogroms (8 novembre).
- Résolution sur l'éducation dans l'armée du Comité Révolutionnaire Provisoire (8 novembre).
- Décret sur l'exhaustivité des Soviets et annonce la suppression de "double pouvoir" et le licenciement des ministres du gouvernement provisoire (8 novembre).

### Décrets duConseil des commissaires du peuple de la RSFSR
- Décret sur la presse (9 novembre), interdisant la « presse bourgeoise ».
- Décret sur l'introduction de la journée de huit heures (11 novembre).
- Déclaration des droits des peuples de Russie (15 novembre) :

1) L'égalité et la souveraineté des peuples de la Russie.
2) Le droit des peuples de la Russie à l'autodétermination, y compris la sécession et la formation d'un État indépendant.
3) d'annuler toute et tous les privilèges et les restrictions nationales et national-religieux.
4) Le libre développement des minorités nationales et des groupes ethniques qui habitaient le territoire de la Russie.
- Décret relatif à la destruction des grades et des classes (24 novembre).
- Décret sur la Cour (5 décembre 1917). Le système judiciaire est complètement réformé et des tribunaux élus sont instaurés.

En 1918, le Conseil des commissaires du peuple de la RSFSR a publié un certain nombre de décrets privant les propriétaires fonciers et les capitalistes de Russie du droit de propriété sur les moyens de production.

### Décrets du Comité exécutif central panrusse (Comité exécutif central)
- Décret sur le contrôle ouvrier (14 novembre). Le système légalise les comités d'usine :

« Dans toutes les entreprises industrielles, commerciales, bancaires, agricoles et autres, qui emploient au moins 5 ouvriers et employés (en tout) ou dont le chiffre d'affaires est d'au moins 10000 roubles par an, est établi le contrôle ouvrier de la production, de la conservation, de la vente et de l'achat de tous produits et de toutes les matières brutes. »
- Décret sur le droit de rappel des députés (4 décembre).
- Décret sur l'abolition du droit de propriété privée sur les biens immobiliers urbains (6 décembre).
- Décret sur la nationalisation des banques (24 décembre).

#### Décrets conjoints du Comité exécutif central et du SNK

##### Novembre - Décembre 1917
- Décret sur la création du Conseil suprême de l'économie nationale en décembre 1917.  Il constitue une étape importante à l'établissement du communisme de guerre. C'était l'organe suprême de la gestion centralisée de l'économie; le principal fondateur était Yuri Larin, qui avait d'abord eu une certaine influence sur Lénine.
- Les décrets sur la "démocratisation de l'armée russe" et "l'égalité des droits pour tous les militaires" le 29 décembre 1917 ont complété le processus de démocratisation de l'ancienne armée tsariste. En vertu de ces décrets, l'armée est élective et les grades militaires abolis.
- Un décret pour lutter contre les discriminations envers les femmes, les homosexuels et les enfants illégitimes est pris le 31 décembre 1917.

## Liste des décrets soviétiques

### 1917
| Calendrier grégorien | Nom du décret                                                     | Adopté par                                                             | Texte |
| -------------------- | ----------------------------------------------------------------- | ---------------------------------------------------------------------- | ----- |
| 8 novembre           | Décret sur la paix                                                | Deuxième congrès des Soviets des députés ouvriers et soldats de Russie |       |
| 8 novembre           | Décret sur la terre                                               | Deuxième congrès des Soviets des députés ouvriers et soldats de Russie |       |
| 8 novembre           | Décret sur la formation du gouvernement ouvrier et paysan         | Deuxième congrès des Soviets des députés ouvriers et soldats de Russie |       |
| 9 novembre           | Décret sur la presse                                              | Sovnarkom                                                              |       |
| 11 novembre          | Décret sur la journée de travail à huit heures                    | Sovnarkom                                                              |       |
| 13 novembre          | Décret sur l'assurance sociale                                    | Sovnarkom                                                              |       |
| 14 novembre          | Décret sur le contrôle ouvrier                                    | Sovnarkon                                                              |       |
| 24 novembre          | Décret sur l'abolition des classes et des gardes civiles          | VTsIK                                                                  |       |
| 2 décembre 1917      | Décret sur le droit de rappel des élus                            | Sovnarkom                                                              |       |
| 5 décembre           | Décret sur les tribunaux                                          | VTsIK                                                                  |       |
| 15 décembre          | Décret sur la création du Conseil suprême de l'économie nationale | VTsIK, Sovnarkom                                                       |       |
| 27 décembre          | Décret sur la nationalisation des banques                         | VTsIK                                                                  |       |
| 29 décembre          | Décret sur la répudiation des emprunts russe                      | VTsIK                                                                  |       |
| 31 décembre          | Décret sur l’indépendance de la Finlande                          | Sovnarkom                                                              |       |

### 1918
| Calendrier grégorien | Nom du décret | Adopté par       | Texte |
| -------------------- | --- | ---------------- | ----- |
| 4 janvier            | Décret sur le changement d'horaire | Sovnarkom        |       |
| 9 janvier            | Décret sur les coopératives de consommation | Sovnarkom        |       |
| 19 janvier           | Décret sur la dissolution de l'Assemblée constituante | VTsIK            |       |
| 28 janvier           | Décret sur la création de l'Armée rouge des ouvriers et paysans | Sovnarkom        |       |
| 2 février            | Décret sur la liberté de conscience, de l'Église et des sociétés religieuses. | Sovnarkom        |       |
| 8 février            | Décret sur le passage au calendrier grégorien (opérationnel le 1er-14 février 1918) | Sovnarkom        |       |
| 11 février           | Décret sur la création de la Marine soviétique | Sovnarkom        |       |
| 21 février           | Décret La patrie socialiste est en danger ! | Sovnarkom        |       |
| 12 avril             | Décret sur le démantèlement des monuments érigés en l'honneur des tsars et de leurs serviteurs et sur la formulation de projets de monuments à l'honneur révolution socialiste russe                                                               | Sovnarkom        |       |
| 4 avril              | Décret sur la réorganisation des Chemins de fer, organisant les pleins pouvoirs à certains responsables et prévoyant le recrutement d'ingénieurs "bourgeois" pour travailler à cette réorganisation sous conditions de surveillance et de contrôle |                  |       |
| 14 avril             | Décret sur le Drapeau de la République socialiste fédérative soviétique de Russie |                  |       |
| 22 avril             | Décret sur la nationalisation du commerce extérieur | Sovnarkom        |       |
| 22 avril             | Décret sur l'établissement du service militaire obligatoire pour les travailleurs et les paysans de 18 à 40 ans | VTsIK            |       |
| 2 mai                | Décret sur la nationalisation de l'industrie sucrière | Sovnarkom        |       |
| 13 mai               | Décret sur l'alimentation | VTsIK, Sovnarkom |       |
| 13 mai               | Décret sur les forêts | Sovnarkom        |       |
| 29 mai               | Décret sur le recrutement obligatoire des travailleurs et des paysans de l'Armée Rouge | VTsIK, Sovnarkom |       |
| 11 juin              | Décret sur l'organisation des villages pauvres et fournir en grains, primes et outils agricoles nécessaires | VTsIK            |       |
| 28 juin              | Décret sur la nationalisation à grande échelle de l'industrie et des entreprises ferroviaires | Sovnarkom        |       |
| 4 septembre          | Décret sur la nationalisation des chemins de fer privés | Sovnarkom        |       |
| 5 septembre          | Décret sur la Terreur Rouge | Sovnarkom        |       |
| 14 septembre         | Décret sur l'introduction du système métrique | Sovnarkom        |       |
| 31 octobre           | Décret sur la sécurité sociale pour les travailleurs | Sovnarkom        |       |

### 1919
| Calendrier grégorien | Nom du décret                                    | Adopté par | Texte |
| -------------------- | ------------------------------------------------ | ---------- | ----- |
| 11 janvier           | Décret sur le système d'appropriation de surplus | Sovnarkom  |       |
| 8 février            | Décret sur le temps universel coordonné          | Sovnarkom  |       |
| 26 décembre          | Décret sur l'éradication de l'analphabétisme     | Sovnarkom  |       |

### 1920
| Calendrier grégorien | Nom du décret                                      | Adopté par | Texte |
| -------------------- | -------------------------------------------------- | ---------- | ----- |
| 29 janvier           | Décret sur la conscription universelle du travail  | Sovnarkom  |       |
| 8 juin               | Décret sur la récompense du travail par des primes | Sovnarkom  |       |
| 17 juin              | Décret sur le règlement des salaires               | Sovnarkom  |       |